# Бруде IV
Бруде IV (гэльск. Bruide mac Der-Ilei; умер в 706) — король пиктов в 696—706 годах.

## Биография
Бруде IV был братом своего преемника Нехтона III. Его другие ближайшие родственники, которые ирландскими анналами названы его «братьями» — Талоркан мак Дрест, Конгус мак Даргарт и Киниод мак Дерилей. Возможно, его отцом был Даргарт мак Фингуин, но это лишь предположение. Его матерью была Дерилея, дочь короля Стратклайда Бели I.
Бруде IV сверг Тарана в 697 году и сам взошёл на престол Королевства пиктов.
Бруде IV был одним из подписавших договор о правах младенцев в 697 году.
В 698 году началась война между пиктами и саксами. По сообщениям ирландских анналов, один из предводителей англосаксов Бертред был убит. В 701 году сын короля Дунхада I, Конайнг, был убит в ходе междоусобицы в Дал Риаде. В 704 году пикты потерпели серьёзное поражение.
Бруде IV умер в 706 году. Это записано в «Анналах Ульстера» и «Анналах Тигернаха».